# Galeruca sicans
Galeruca sicans es una especie de insecto coleóptero de la familia Chrysomelidae.
Fue descrita científicamente en 1860 por Reiche.